# Гмирянка (Красноярский край)
Гмирянка— село в Рыбинском районе Красноярского края в составе  Новокамалинского сельсовета.

## География
Находится в примерно в 9 километрах по прямой на восток-северо-восток от районного центра города Заозёрный.

## Климат
Климат резко континентальный. Зима суровая, средние температуры января составляют –19—21 °С, критические — от –45 до –52 °С. Лето преимущественно жаркое, солнечное, со средними температурами июля +19—25 °С, максимальные: +34—38 °С. 

## История
Село основано предположительно в 1895 для переселенцев из украинских губерний (Государственный архив Красноярского края, ф.160 оп.1 д. 1127, лист 116). В 1926 году учтен было 831 житель, преимущественно украинцы.

## Население
Постоянное население составляло 313 человек в 2002 году (97% русские),  261 в 2010.